# Sistotrema diademiferum
Sistotrema diademiferum é uma espécie de fungo pertence à família Hydnaceae.